# Episodi di Naruto: Shippuden (diciottesima stagione)
La Grande guerra ninja: di nuovo la Squadra 7 (忍界大戦・第七班再び?, Ninkai taisen: dainanahan futatabi) costituisce la diciottesima stagione della serie televisiva anime Naruto: Shippuden ed è composta dagli episodi che vanno dal 362 al 372. La regia è di Hayato Date ed è prodotta da TV Tokyo e Pierrot. Gli episodi, tratti dal manga di Masashi Kishimoto Naruto, sono incentrati sulla quarta grande guerra ninja e sullo scontro tra l'esercito alleato e il Decacoda, vedendo anche la riunione dei componenti della Squadra 7.
La diciottesima stagione è stata trasmessa in Giappone dal 15 maggio al 14 agosto 2014 su TV Tokyo. In Italia è stata trasmessa su Italia 2 dal 9 giugno al 23 giugno 2021 ogni mercoledì in prima serata.
La stagione adotta la sigla di apertura Guren dei DOES e come sigle di chiusura: FLAME dei Dish (episodi 362-366) e Never Change di SHUN (episodi 367-372).

## Lista episodi
| Nº  | Titolo italiano Giapponese 「Kanji」 - Rōmaji | In onda        | In onda        |
| Nº  | Titolo italiano Giapponese 「Kanji」 - Rōmaji | Giapponese     | Italiano       |
| 362 | La determinazione di Kakashi 「カカシの決意」 - Kakashi no ketsui | 15 maggio 2014 | 9 giugno 2021  |
| 362 | Naruto attacca Madara, che, però, respinge l'attacco grazie al suo ventaglio. Kakashi, intanto, si interroga ancora sul perché Obito si sia alleato con l'ex-capo degli Uchiha, e, in questo frangente, Obito ricorda il suo primo incontro con Minato, Rin e lo stesso Kakashi, nonché di quando, successivamente, controllò la Volpe per distruggere Konoha, ribadendo nuovamente al suo ex-compagno di squadra che questo mondo non merita di esistere. Madara evoca il drago di legno di Hashirama, mentre Naruto contrattacca usando il chakra della Volpe mentre Obito attacca ripetutamente Kakashi, che viene prima ferito e poi trasportato nell'altra dimensione dalla quale, però, riesce ad evadere grazie al Kamui. Inizialmente in difficoltà, Gai e Bee riescono a liberarsi dall'attacco di Madara; Naruto riesce così a sventare l'attacco di Obito verso Kakashi e, dopo avere ribadito che non lascerà morire i suoi compagni, si scambia con la Volpe e con un attacco combinato lancia Kakashi contro Obito, che lo rimanda nell'altra dimensione dalla quale riesce a colpire il suo ex-compagno sfruttando i momenti in cui si smaterializza. Obito viene così indebolito, mentre Bee e Naruto lanciano una Teriosfera ciascuno contro il Decacoda, apparentemente sconfiggendolo; tuttavia, prima di essere colpito, Obito usa la tecnica del richiamo per salvarlo. |                |                |
| 363 | La tecnica dell'esercito alleato dei Ninja 「忍連合軍の術!」 - Shinobi rengōgun no jutsu! | 22 maggio 2014 | 9 giugno 2021  |
| 363 | Madara ed Obito si legano al Decacoda, a Naruto, e insieme a Bee attacca la bestia, creando un diversivo con il Kamui di Kakashi, ma l'attacco si rivela inutile. Ormai esausti, il gruppo viene raggiunto dal resto dell'alleanza ninja la quale, grazie all'aiuto di Shikaku e del quartier generale, elabora una strategia per immobilizzare il Juubi: con un attacco combinato e sfruttando tutte le tecniche dei vari Paesi ninja , l'armata riesce temporaneamente a paralizzare il demone, così Naruto, dopo avere ribadito ad Obito che questo mondo non finirà, si appresta, supportato dagli altri shinobi, ad attaccare il mostro con il Rasenshuriken. |                |                |
| 364 | Legàmi 「繋がれるもの」 - Tsunagareru mono | 5 giugno 2014  | 16 giugno 2021 |
| 364 | L'alleanza si appresta ad attaccare il Decacoda, ma il Mostro, a sorpresa, si libera e respinge l'attacco, iniziando a completare la sua trasformazione. Intanto al Quartier Generale, Shikaku cerca di elaborare una nuova strategia, così Madara, accortosi della pericolosità dei loro piani, li colpisce con la Teriosfera, ma, poco prima di essere colpiti, riescono a formulare una nuova strategia che consiste, appunto, nel proteggere Naruto, ma in questo tentativo, Neji muore, e Obito, osservando uno sconvolto Naruto, ribadirà di non essere stato in grado di mantenere la sua promessa e che le sue ideologie portano solo morte e disperazione, ma Naruto, supportato da Hinata, capisce che i suoi compagni sono pronti a morire per lui perché il legame che li unisce è sincero, così come la loro fiducia. Detto ciò Naruto e Hinata, tenendosi per mano, si accingono a continuare la loro battaglia. |                |                |
| 365 | Ninja che danzano nell'ombra 「忍び舞う者たち」 - Shinobimau mono-tachi | 12 giugno 2014 | 16 giugno 2021 |
| 365 | Naruto, con l'aiuto di Kurama, riesce a trasferire a tutti i ninja dell'alleanza il suo chakra, mentre Shikamaru ed Ino, ricordando le loro ultime parole, mettono in atto il piano elaborato dai genitori. Kakashi riflette sull'aumento di potere che il chakra di Naruto passato ai suoi compagni comporta, mentre Kurama afferma che quest'ultimo ha superato di gran lunga i suoi genitori. L'alleanza ninja, in risposta alle provocazioni di Obito, riesce quindi a separare lo stesso Obito, Madara dal Decacoda. Sasuke, Orochimaru, Jugo e Suigetsu arrivano al Villaggio della Foglia e penetrano nel covo segreto degli Uchiha; qui, attraverso un delicato procedimento, il ninja leggendario riesce a riportare in vita, tramite l'Edo Tensei, i quattro precedenti Hokage. |                |                |
| 366 | Coloro che tutto sanno 「全てを知る者たち」 - Subete o shiru mono-tachi | 19 giugno 2014 | 16 giugno 2021 |
| 366 | I quattro precedenti Hokage tornano in vita, così Sasuke pone loro alcune domande: questi chiede al Terzo Hokage di confermare la storia di Itachi, cosa che avviene; poi domanda al Secondo Hokage perché abbia definito gli Uchiha "un clan maledetto". Tobirama risponde che gli Uchiha sono il clan che ama più profondamente di ogni altro; questo sentimento è, tuttavia, molto pericoloso perché se frustrato scatena il potere che risveglia lo Sharingan, il quale conduce lentamente e inesorabilmente all'oscurità. Sasuke rivolge, quindi, una domanda anche al primo Hokage Hashirama, chiedendogli cosa significa essere uno shinobi e cosa sia stato per lui il villaggio. Il "Dio degli shinobi" comincia, quindi, a raccontare la storia del Villaggio della Foglia, iniziando dal suo scontro con Madara. |                |                |
| 367 | Hashirama e Madara 「柱間とマダラ」 - Hashirama to Madara | 3 luglio 2014  | 16 giugno 2021 |
| 367 | Hashirama descrive il suo primo incontro con Madara. I due, pur vivendo in un'epoca di lotta senza quartiere fra i vari gruppi di shinobi al punto di non poter nemmeno rivelare il nome del clan di appartenenza, ogni volta che si incontravano entravano più in confidenza, facendosi forza l'un l'altro e decidendo di modificare insieme il mondo in cui vivevano. Per Hashirama arriverà, però, ben presto una notizia sconvolgente: suo padre, infatti, gli rivela che Madara appartiene al clan Uchiha, nemico giurato del suo, i Senju, e gli ordina di ucciderlo la prossima volta che lo incontrerà. |                |                |
| 368 | La guerra dei Clan 「戦国時代」 - Sengoku jidai | 10 luglio 2014 | 16 giugno 2021 |
| 368 | Al loro successivo incontro, Madara ed Hashirama si avvertono reciprocamente che stanno per cadere in una trappola: subito dopo appaiono loro padre e loro fratello minore, che combattono fra loro finché Madara ed Hashirama non salvano i rispettivi fratelli dal padre avversario; il giovane Uchiha dice quindi all'amico che, nonostante si sia divertito con lui, non potranno più essere amici perché appartenenti a clan nemici giurati, risvegliando subito dopo il suo Sharingan. Da quel momento i due si scontrarono quasi ogni giorno, finché Hashirama non sconfisse Madara dopo che questi aveva ottenuto lo Sharingan ipnotico eterno dopo la morte di Izuna. Hashirama riuscì quindi a convincere l'amico a porre termine al conflitto tra i loro due clan, e, insieme, fondarono il Villaggio della Foglia. |                |                |
| 369 | Il vero sogno di Madara 「本当の夢」 - Hontō no yume | 24 luglio 2014 | 23 giugno 2021 |
| 369 | Hashirama continua la narrazione del passato del Villaggio della Foglia e di come, dopo la nascita del villaggio e la nomina a Hokage del leader dei Senju, Madara dopo avere letto parte della tavola degli Uchiha, decise di lasciare il villaggio, sentendosi tradito tanto da Hashirama (che continuava a proteggere il fratello Tobirama, che provava ancora un forte odio nei confronti degli Uchiha) quanto dai membri del suo stesso clan, che non lo riconobbero come loro leader. La battaglia tra i due fondatori del villaggio divenne, quindi, inevitabile. |                |                |
| 370 | La risposta di Sasuke 「サスケの答え」 - Sasuke no kotae | 31 luglio 2014 | 23 giugno 2021 |
| 370 | Hashirama completa il suo racconto descrivendo gli ultimi attimi dello scontro con Madara, che sconfisse, per il bene del Villaggio. Il Primo Hokage definisce quindi "shinobi" coloro che sopportano un grande dolore in vista di uno scopo più grande, esattamente come fece Itachi: Sasuke, quindi, rispondendo a Orochimaru, decide di proseguire l'opera del fratello e di proteggere Konoha, decidendo di recarsi con tutto il gruppo, al quale si unisce in guerra anche Karin. |                |                |
| 371 | Il vuoto nel cuore 「風穴」 - Kazaana | 7 agosto 2014  | 23 giugno 2021 |
| 371 | Naruto, nonostante l'enorme fatica, continua a proteggere i suoi compagni col chakra di Kurama, ma quando Madara avverte la presenza di Hashirama, l'ex-leader degli Uchiha libera il pieno potere del Decacoda mentre Obito, per combattere, teletrasporta Kakashi nella dimensione del Kamui; i due cominciano, quindi, a discutere, ed Obito, dopo avere rivelato all'ex-compagno di conoscere la verità sulla morte di Rin e di non avere iniziato la guerra solo per vendicarsi di questa, tenta inutilmente di convincere Kakashi a vivere nel mondo illusorio creato da lui e Madara. Il Decacoda, infine, si prepara ad assumere una nuova forma. |                |                |
| 372 | Ciò che può riempire il vuoto 「埋めるもの」 - Umeru mono | 14 agosto 2014 | 23 giugno 2021 |
| 372 | Mentre Naruto, grazie a Sakura, Hinata e gli altri, si riprende dalle ferite riportate, Gyuki spiega a Bee che il Decacoda sta tornando alla sua forma originale e che devono fermarlo subito. Shikamaru coordina la controffensiva alla Teriosfera del Decacoda, mentre Kakashi decide di combattere con Obito per risvegliare il suo vecchio io. Ma Obito non vuole cambiare idea e rivela al vecchio amico che in realtà lui sa benissimo che Rin si è uccisa perché aveva capito che il villaggio della Nebbia l'aveva trasformata nella forza portante del tricoda per farlo scatenare all'interno del villaggio della Foglia per conquistarlo e che per evitare che il villaggio venisse raso al suolo aveva usato la tecnica mortale di Kakashi per suicidarsi preferendo l'incolumità di tutti piuttosto che salvare se stessa ma ciò nonostante a Obito questo non interessa perché Kakashi non ha mantenuto la promessa fattagli di proteggere la donna che Obito amava e che Rin non avrebbe dovuto morire. Kakashi affranto tenta vanamente di farlo ragionare ma Obito devastato dal dolore gli spiega che ha sofferto per anni a tal punto che non prova più niente all'infuori della disperazione e che il problema in sé sono state le regole del sistema assurdo del mondo ninja ad aver spinto Rin a uccidersi e gli rivela di averlo osservato per anni a soffrire per quanto accadde a lui e a Rin. Obito gli fa capire che tutto ciò che vorrebbe e ricreare seppur in un sogno eterno la situazione felice che vivevano quando erano bambini e placare il vuoto nei loro cuori. Kakashi seppur comprenda il dolore dell'amico rifiuta la soluzione di Obito affermando che seppur soffra per la perdita di Rin afferma che Obito non potrà per quanto lo voglia riempire il suo cuore con le illusioni e di non cancellare il ricordo reale di Rin dalla sua memoria seppur faccia male ma Obito rifiuta poiché non intende rinunciare al desiderio di riavere ciò che ha perduto. Il Quarto Hokage teletrasporta lontano la Teriosfera, a sua volta raggiunto dagli altri tre : Minato attiva, quindi, il chakra della Volpe, in lui sigillato, e, assieme agli altri tre Hokage, genera una barriera potentissima all'interno della quale sigilla, grazie anche all'arte eremitica di Hashirama, il Decacoda. Subito dopo arriva Sasuke, desideroso di voler proteggere il villaggio e diventare Hokage; lui e Naruto, seguendo le direttive del Primo Hokage, si preparano, quindi, ad attaccare il Decacoda, assieme a Sakura ed a tutti i loro compagni. |                |                |

## DVD

### Giappone
Gli episodi della diciottesima stagione di Naruto: Shippuden sono stati distribuiti in Giappone anche tramite DVD, dal 7 gennaio al 4 marzo 2015.
| Volume | Episodi | Data di pubblicazione | Extra |
| ------ | ------- | --------------------- | ----- |
| 1      | 362-365 | 7 gennaio 2015        | —     |
| 2      | 366-369 | 4 febbraio 2015       | —     |
| 3      | 370-372 | 4 marzo 2015          | —     |